# José María Belloch Puig
José María Belloch Puig (1918 - Benalmádena (província de Màlaga), 2 de novembre de 1984) fou un jutge i polític català, governador civil de Barcelona. També és pare de Juan Alberto Belloch Julbe.

## Biografia
Llicenciat en dret i jutge de professió, fou membre de l'Asociación Católica Nacional de Propagandistas i delegat del Movimiento Nacional a la província de Terol va ser jutge a Mora de Rubielos i va escriure guions per a algunes pel·lícules.
Fou membre del Grup Tácito durant la Transició Espanyola, publicant articles amb el pseudònim Seny Nou. Després milità a Unió Democràtica de Catalunya (UDC) quan formava part de l'Equip Demòcrata Cristià Espanyol, per a ingressar posteriorment a la Unió de Centre Democràtic.
Fou governador civil de la província de Huelva (agost de 1976- gener de 1977), de Guipúscoa el 1977 i de la província de Barcelona de juliol de 1977 a octubre de 1980. Fou el primer governador civil catalanoparlant des de 1939 i destacà per la seva manca de bel·ligerància en el procés autonòmic català, per tal d'evitar conflictes. Va mantenir bones relacions amb Narcís Serra i Jordi Pujol, i no gaire bones amb Josep Tarradellas. Durant el seu mandat van esdevenir el cas Scala (gener de 1978) i els fets de l'onze de setembre de 1978 quan va morir Gustau Muñoz d'un tret de la policia.

## Obres
- Prohibido vivir, Barcelona, La Gaya Ciencia, 1978